# Silvia Fürst
Silvia Barbara Fürst (Biel/Bienne, 8 de mayo de 1961) es una deportista suiza que compitió en ciclismo de montaña en la disciplina de campo a través.
Ganó tres medallas en el Campeonato Mundial de Ciclismo de Montaña entre los años 1991 y 1995, y tres medallas en el Campeonato Europeo de Ciclismo de Montaña entre los años 1991 y 1996.

## Palmarés internacional
| Campeonato Mundial | Campeonato Mundial          | Campeonato Mundial | Campeonato Mundial |
| Año                | Lugar                       | Medalla            | Competición        |
| ------------------ | --------------------------- | ------------------ | ------------------ |
| 1991               | Barga (Italia)              | Medalla de bronce  | Campo a través     |
| 1992               | Bromont (Canadá)            | Medalla de oro     | Campo a través     |
| 1995               | Kirchzarten (Austria)       | Medalla de plata   | Campo a través     |
| Campeonato Europeo |                             |                    |                    |
| Año                | Lugar                       | Medalla            | Competición        |
| 1991               | La Bourboule (Francia)      | Medalla de plata   | Campo a través     |
| 1992               | Möllbrücke (Austria)        | Medalla de oro     | Campo a través     |
| 1996               | Bassano del Grappa (Italia) | Medalla de bronce  | Campo a través     |